# Ликерсхаузен
Ликерсхаузен (нем. Lykershausen) — община в Германии, в земле Рейнланд-Пфальц. 
Входит в состав района Рейн-Лан. Подчиняется управлению Лорелай.  Население составляет 214 человек (на 31 декабря 2010 года). Занимает площадь 3,35 км².